# Feld (Heraldik)
Als Feld wird in der Heraldik eine Fläche (oder ein Raum) eines Schildes bezeichnet, die mit einer Figur belegt ist und somit den Hintergrund der Figur bildet. Das Feld ist vom Platz zu unterscheiden. Plätze sind Flächen eines Schildes, die durch seine Teilung (oder Section/Sektion) entstehen.
Ein Feld definiert sich über die Figur. Seine Fläche kann mit der eines Platzes deckungsgleich sein (Wappen-Beispiel 4 und 5), sie kann sich aber auch über die Fläche mehrerer Plätze ausdehnen (Wappen-Beispiel 3).

## Beispiele
| Wappen-Beispiel 1 | Beispiel 1 zeigt einen figurlosen (oder ledigen) Schild. Mangels Figur hat dieses Wappen kein Feld. |
| Wappen-Beispiel 2 | Beispiel 2 (Wappen der Stadt Erfurt) zeigt ein silbernes Rad auf einem roten Schild. Das Wappen hat ein Feld, dieses ist deckungsgleich mit dem Schild und einfarbig rot. |
| Wappen-Beispiel 3 | Beispiel 3 (Wappen der Gemeinde Alpen) zeigt einen schwarzen Adler auf einem elfmal von Gold und Rot geteilten Schild. Das Wappen hat ein Feld, dieses ist deckungsgleich mit dem Schild und elfmal von Gold und Rot geteilt. |
| Wappen-Beispiel 4 | Beispiel 4 (Wappen der frz. Gemeinde Barcelonnette) zeigt einen senkrecht geteilten (gespaltenen) Schild, rechts fünfmal von Gold und Rot gespalten, links einen roten Schlüssel im silbernen Feld. Das Wappen hat ein Feld, dieses nimmt die linke Hälfte des Schildes ein und ist einfarbig silbern.                                                                                             |
| Wappen-Beispiel 5 | Beispiel 5 (Wappen der Ortsgemeinde Mommenheim) zeigt einen senkrecht geteilten (gespaltenen) Schild, rechts eine silberne Wolfsangel im roten Feld, links ein silbernes Rad im blauen Feld. Das Wappen hat zwei Felder, das Feld der Wolfsangel nimmt die rechte Hälfte des Schildes ein und ist einfarbig rot, das Feld des Rads nimmt die linke Hälfte des Schildes ein und ist einfarbig blau. |